# タイ工業団地公社
タイ工業団地公社 (タイ語:การนิคมอุตสาหกรรมแห่งประเทศไทย กนอ.、英語：Industrial Estate Authority of Thailand　英略称：IEAT）は、タイ内閣工業省管轄の公社。1979年に創設。 

## 概要
タイ工業団地公社は工業省管轄の公社であり、タイ全国の工業団地の開発と運営を通じて工業の発展を広めることを目的にしている。公社の工業団地には工場用地の他に、道路、排水路、廃水処理施設、洪水防止システム、電気、水道、電話などのインフラが整備されている。また、工場運営に必要な郵便局、銀行、ショッピングセンター、ガソリンスタンド、そして労働者の宿舎も整っている。公社はワンストップ・サービス・センターを設置しており、公社に関係する土地の購入や賃貸、工場建設場所に関する相談、工場設立の許可・認可申請、工業団地の共同開発などワンストップ・サービス・センターを通じて行うことができる。また工業団地には日本企業も数多く進出しており、同公社によると2009年の海外からの投資受け入れの41.44%を日本を占め、最も大きな比率となっている。

## 本社所在地
バンコク ラーチャテーウィー区 マックガサン地区 ニコムマックガサン通り　618 （618 ถนนนิคมมักกะสัน แขวงมักกะสัน เขตราชเทวี กรุงเทพฯ 10400）

## 工業団地
現在、公社はタイ各地の15県、47の工業団地を所有している。公社が直接運営管理を行っているのは11ヵ所、そして、民間企業との合弁事業による運営管理が36ヵ所である。
- ランプーン県
  - 北部工業団地（นิคมอุตสาหกรรมภาคเหนือ）
- ピチット県
  - ピチット工業団地（นิคมอุตสาหกรรมพิจิตร）
- サラブリー県
  - ケーンコーイ工業団地（นิคมอุตสาหกรรมแก่งคอย）
  - ノーンケー工業団地（นิคมอุตสาหกรรมหนองแค）
- アユタヤ県
  - ハイテク工業団地（นิคมอุตสาหกรรมบ้านหว้า (ไฮเทค)）（もしくはバーンワー工業団地）
  - バーンパイン工業団地（นิคมอุตสาหกรรมบางปะอิน）
  - サハラッタナナコーン工業団地（นิคมอุตสาหกรรมสหรัตนนคร）
- ラーチャブリー県
  - ラーチャブリー工業団地（นิคมอุตสาหกรรมราชบุรี）
  - ブイ・アール・エム・ラーチャブリー工業団地（นิคมอุตสาหกรรมวีอาร์ เอ็ม จ.ราชบุรี）
- プラチュワップキーリーカン県
  - プラチュワップキーリーカン工業団地（นิคมอุตสาหกรรมประจวบคีรีขันธ์）
  - バーンサパーン鉄鋼工業団地（นิคมอุตสาหกรรมเหล็กบางสะพาน）
- サムットサーコーン県
  - サムットサーコーン工業団地（นิคมอุตสาหกรรมสมุทรสาคร）
  - シンサーコーン工業団地（นิคมอุตสาหกรรมสินสาคร）
  - マハーラーチャナコーン工業団地（นิคมอุตสาหกรรมมหาราชนคร）
- ソンクラー県
  - ソンクラー県南部工業団地（นิคมอุตสาหกรรมภาคใต้ จ.สงขลา）
- パッターニー県
  - ハーラール食品工業団地（นิคมอุตสาหกรรมอาหารฮาลาล）
- バンコク
  - バーンチャン工業団地（นิคมอุตสาหกรรมบางขัน）
  - ラートクラバン工業団地（นิคมอุตสาหกรรมลาดกระบัง）
  - アンヤターニー工業団地（ジェモポリス工業団地）（นิคมอุตสาหกรรมอัญธานี）
- チャチューンサオ県
  - ウェルグロー工業団地（นิคมอุตสาหกรรมเวลโกรว์）
  - ゲートウェイシティ工業団地（นิคมอุตสาหกรรมเกตเวย์ซิตี้）
  - ティー・エフ・ディー工業団地（นิคมอุตสาหกรรมที เอฟ ดี）
- サムットプラーカーン県
  - バーンプー工業団地（นิคมอุตสาหกรรมบางปู）
  - バーンプリー工業団地（นิคมอุตสาหกรรมบางพลี）
- チョンブリー県
  - チョンブリー工業団地（นิคมอุตสาหกรรมชลบุรี）
  - アマタナコーン工業団地（นิคมอุตสาหกรรมอมตะนคร）
  - ピントーン工業団地（นิคมอุตสาหกรรมปิ่นทอง）
  - ピントーン工業団地（レームチャバン）（นิคมอุตสาหกรรมปิ่นทอง (แหลมฉบัง)）
  - レームチャバン工業団地（นิคมอุตสาหกรรมแหลมฉบัง）
  - パーントーンガセーム工業団地（นิคมอุตสาหกรรมพานทองเกษม）
- ラヨーン県
  - マープタープット工業団地（นิคมอุตสาหกรรมมาบตาพุด）
  - ヘムラート東工業団地（マープタープット）（นิคมอุตสาหกรรมเหมราชตะวันออก (มาบตาพุด)）
  - パーデーン工業団地 （นิคมอุตสาหกรรมผาแดง）
  - ヘームラート・イースタンシーボード工業団地（นิคมอุตสาหกรรมเหมราชอีสเทิร์นซีบอร์ด）
  - アマタシティー工業団地 （นิคมอุตสาหกรรมอมตะซิตี้）
  - イースタンシーボード工業団地 (ラヨーン)（นิคมอุตสาหกรรมเหมราชอีสเทิร์นซีบอร์ด）
  - アジア工業団地（นิคมอุตสาหกรรมเอเชีย）
  - アール・アイ・エル工業団地（นิคมอุตสาหกรรมอาร์ ไอ แอล）

## マープタープット工業団地公害問題
近年、同公社の管理するマープタープット工業団地において公害が問題になっており、行政訴訟が起こされた。公害問題の影響により、日本を含む海外企業も新規進出・事業の停止になり、経済の影響が心配されている。（マープタープット工業団地公害問題）

## 2011年タイ北部・中部地域及びバンコク都における降雨・洪水被害
2011年7月から続くタイ北部の大雨により、10月にはタイ中部、バンコク都でも洪水となり、バンコク近郊の工業団地でも浸水被害が発生した。10月4日アユタヤ県ナコーンルワン郡サハラッタナナコーン工業団地、10月8日ウタイ郡ローヂャナ・アユタヤ工業団地、10月13日バーンパイン郡ハイテク工業団地、10月14日バーンパイン郡バーンパイン工業団地、10月16日ワンノーイ郡ファクトリーランド・ワンノーイ工業団地、10月17日パトゥムターニー県クローンルワン郡ナワナコーン工業団地、10月20日ムアンパトゥムターニー郡バーンカディー工業団地が冠水、閉鎖。洪水被害はさらにバンコク都内の工業団地へ南下して、11月6日バンコクミンブリー区およびカンナーヤーオ区バーンチャン工業団地の一部で浸水した。11月後半に入って洪水の勢いも弱まると、排水、復旧復旧が本格化。まずは11月8日ローヂャナ・アユタヤ工業団地で排水復旧活動を開始。12月1日にはハイテク工業団地で排水を終え、操業再開に向けて復旧作業を開始した。

## 企業社会責任(CSR)事業
工業団地公社は地域社会、環境問題を配慮し、様々な社会事業を展開している。
- タイ工業団地財団（มูลนิธินิคมอุตสาหกรรมไทย）- 工業地帯周辺の地域との友好な関係の構築のために、奨学金事業(2002年から)、伝統文化保護事業、麻薬撲滅運動、地元学生アルバイト受け入れ事業など様々な社会事業を展開している。
- 海辺珊瑚礁修復保護財団（มูลนิธิเพื่อการอนุรักษ์ - ฟื้นฟูปะการังและชายหาด 1997年設立）－タイ湾のさんご礁の修復・保全事業および研究への助成、海岸侵食対策、青少年の環境教育を行っている。主に、ラヨーン県マープタープット サメット島における珊瑚礁調査・保護プロジェクト、グアグーン島（共存の島）の調査、研究および設計プロジェクト、研究活動支援金給付プロジェクト、青少年の海の科学キャンプなど。

## 関連事項
- 工業省 (タイ)
- アマタ・コーポレーション